# Macari Crisocèfal
Macari Crisocèfal (en llatí: Macarius Chrysocephalus i en grec medieval: Μακάριος Χρυσοκέφαλος) fou un escriptor grec romà d'Orient de temes eclesiàstics, de gran reputació.
Va viure a finals del segle xiii i al segle xiv, i va ser bisbe de Filadèlfia.
El nom original de Crisocèfal era Macari. Es va anomenar així perquè, després d'haver fet nombrosos extractes de les obres dels Pares de l'Església, els va disposar en diversos capítols, que va anomenar χρυσᾶ κεφάλαια, "caps d'or" o "caps daurats".
Escrigué d'altres obres sobre temes religiosos entre els quals Oratio in Exaltationem Sanctae Crucis, no gaire rellevant, coneguda com a De Cruce. La seva obra més important és un comentari que feu sobre Mateu apòstol (Ἐξήγησις εἰς τὸ κατὰ Ματθαῖον ἆγιον Εὐαγγέλιον, συλλεγεῖσαα καὶ συντεθεῖσα κεφαλαιωδῶς παρὰ Μακαρίου Μητροπολίτου Φιλαδελφείας τοῦ Χρυσοκεφάλου), en tres volums, cadascun dels quals es va dividir en vint llibres. Només es conserva el primer volum, que conté una vintena de llibres.
També convé esmentar Orationes XIV in Festa Ecclesiae. Expositio in Canones Apostolorum et Conciliorum, que va escriure a l'illa de Cios. Magnum Alphabetum, un comentari sobre Lluc, anomenat "Alfabet" perquè té tants capítols com lletres hi a l'alfabet (Εὐαγγελικων διάνοιαν ῾οημάτων Χρυσοκέφαλος συντίθησιν ὲνθάδε ταπεινὸς Μακάπιος Φιλαδελφείας, ὁ οἰκέτης τῆς μακαπίας Τριάδο). Cosmogenia un comentari sobre el Gènesi, dividit en dues parts, la primera de les quals es titula Cosmogenia i la segona Patriarchae.
Les seves obres eren conegudes per Lleó Al·laci, que sovint s'hi refereix i en cita fragments.